# 烏日文蒂斯
烏日文蒂斯是立陶宛希奧利艾縣凱爾梅區内的城镇，位於該國西北部，處於凱爾梅西北25公里的文塔河畔，海拔高度135米，2010年人口811。